# Adrianne Palicki

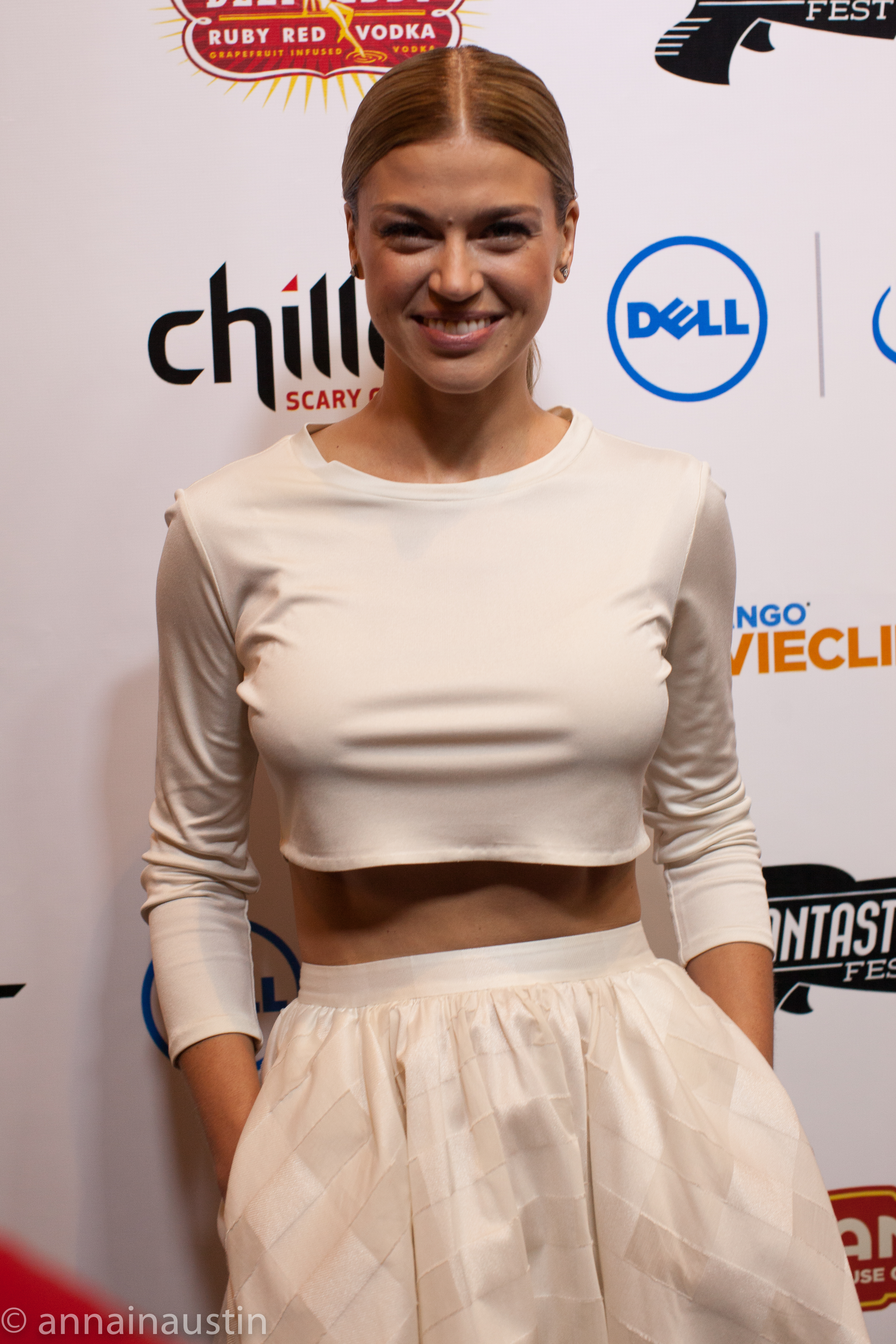
Adrianne Palicki (2014)

Adrianne Lee Palicki (ur. 6 maja 1983 w Toledo) – amerykańska aktorka o polskim pochodzeniu, która wystąpiła m.in. w filmie John Wick i  serialu Agenci T.A.R.C.Z.Y.

## Filmografia

### Film
| Rok  | Tytuł                    | Rola            | Reżyser                     | Uwagi           |
| ---- | ------------------------ | --------------- | --------------------------- | --------------- |
| 2003 | Getting Rachel Back      | Rachel          |                             | krótkometrażowy |
| 2003 | Rewrite                  | The Pretty Girl |                             | krótkometrażowy |
| 2005 | Gwiazda popu             | Whitney Addison | Richard Gabai               |                 |
| 2006 | Seven Mummies            | Isabelle        |                             |                 |
| 2009 | Kobiety w opałach        | Holly Rocket    | Sebastian Gutierrez         |                 |
| 2010 | Legion                   | Charlie         | Scott Stewart               |                 |
| 2010 | Elektra Luxx             | Holly Rocket    | Sebastian Guiterrez         |                 |
| 2011 | Waves                    | Girlfriend      |                             | krótkometrażowy |
| 2012 | Czerwony świt            | Toni Walsh      | Dan Bradley                 |                 |
| 2013 | G.I. Joe: Odwet          | Lady Jaye       | Jon M. Chu                  |                 |
| 2013 | Coffee Town              | Becca           | Brad Copeland               |                 |
| 2014 | Dr. Cabbie               | Natalie Wilman  | Jean-François Pouliot       |                 |
| 2014 | John Wick                | Ms. Perkins     | Chad Stahelski David Leitch |                 |
| 2015 | Baby, Baby, Baby         | Sunny           | Brian Klugman               |                 |
| 2017 | S.W.A.T.: Under Siege    | Ellen Dwyer     | Tony Giglio                 |                 |
| 2017 | It's Supposed to be Easy | Kris            | Keith Ewell                 | krótkometr.     |

### Telewizja
| Rok        | Tytuł                               | Rola                                    | Uwagi                      |
| ---------- | ----------------------------------- | --------------------------------------- | -------------------------- |
| 2003       | The Robinsons: Lost in Space        | Judy Robinson                           | film TV                    |
| 2005       | North Shore                         | Lisa Ruddnick                           | 2 odcinki                  |
| 2005–2009  | Nie z tego świata                   | Jessica Moore                           | 4 odcinki                  |
| 2006       | South Beach                         | Brianna                                 | 7 odcinków                 |
| 2006–2011  | Friday Night Lights                 | Tyra Collette                           | 52 odcinki                 |
| 2007–2011  | Robot Chicken                       | różne postaci (głosy)                   | 5 odcinków                 |
| 2009       | Titan Maximum                       | Clare (głos)                            | 4 odcinki                  |
| 2010       | Robot Chicken: Star Wars Episode II | Padmé Amidala / Jessica / Woman (głosy) | film TV                    |
| 2010       | Lone Star                           | Cat Thatcher                            | 5 odcinków                 |
| 2014       | Od zmierzchu do świtu               | Vanessa Styles                          | na podst. filmu Rodrigueza |
| 2014       | Był sobie chłopiec                  | dr Sam                                  | 10 odcinków                |
| 2014–2016  | Agenci T.A.R.C.Z.Y.                 | Barbara „Bobbi” Morse                   | główna obsada              |
| 2017, 2019 | Orville                             | Kelly Grayson                           | główna obsada              |